# Elgygytgynmeer
Het Elgygytgynmeer (Russisch en Tsjoektsjisch: Эльгыгытгын), vroeger Elgydchyn (Эльгыдхын) genoemd, ligt op het schiereiland van Centraal-Tsjoekotka in het noordoosten van het Russische Verre Oosten. Elgygytgyn is Tsjoektsjisch voor "Wit meer", verwijzend naar de bedekking van het meer met ijs gedurende een groot deel van het jaar.
Het meer ligt op ongeveer 500 meter hoogte op het noordelijk deel van het Anadyrplateau, is ongeveer 15 kilometer breed en 169 meter diep en is waarschijnlijk ontstaan door een meteorietinslag ongeveer 3,6 miljoen jaar geleden, in het Plioceen. Het meer is bijna volmaakt rond en is het grootste zoetwaterreservoir van Noordoost-Azië.
De krater van deze inslag heeft een diameter van ongeveer 18 kilometer. Het meer is zeer bijzonder voor wetenschappers omdat het waarschijnlijk nooit bedekt geweest is met gletsjers. Hierdoor kon zich op de bodem van dit meer over de millennia heen ongestoord een 400 meter dikke laag sediment opbouwen, waaruit historische klimaatveranderingen kunnen worden afgelezen.
Het meer wordt voorzien van water door ongeveer 50 riviertjes en stroompjes die afwateren op het meer vanuit de bergketens eromheen. De hoogste bergpieken bij het meer zijn de Ostantsovy (1000 m) en de Akademik Obroetsjev (600 m). Het meer heeft drie forelsoorten, waaronder de endemische soorten Salvethymus svetovidovi en Salvelinus elgyticus. Om het meer lopen wilde rendieren en sneeuwschapen. De forel en rendieren zijn sinds 1950 sterk in populatie verminderd door overbevissing, de dump van afval in het meer, ongecontroleerde mijnbouw en illegale opgravingen door amateurarcheologen. Sinds 1986 is de visvangst verboden door de overheid van eerst oblast Magadan en sinds de onafhankelijkheid in 1993 van de overheid van Tsjoekotka. In 1993 werd het gebied benoemd tot regionaal erfgoed. De commissie voor natuurbescherming in Tsjoekotka probeert sindsdien van het meer en de omtrek een zakaznik (natuurreservaat) te maken, maar is hier door geldgebrek nog niet in geslaagd. Deze status is ook nodig om in aanmerking te komen voor een eventuele toekomstige status van UNESCO Werelderfgoedmonument.
Het meer werd voor het eerst onderzocht tijdens een expeditie onder leiding van Sergej Obroetsjev in de jaren 1930. In de jaren 1950 werden er experimenten uitgevoerd door het permafroststation van Anadyr, waarbij onder andere de diepten werden gepeild, de watertemperatuur werd gemeten, watermonsters werden genomen, de kustlijn werd onderzocht, monsters uit de rotsen werden genomen (o.a. uit boorgaten), monsters van de bodemafzettingen van het meer werden genomen en de plankton in het meer werd onderzocht. In de jaren 1980 en 90 werkten deskundigen van het Noordoostelijk Onderzoekscomplex uit Magadan bij het meer. Over de wetenschappelijke resultaten zijn vele boeken geschreven.

## Polar Trec Expeditie 2009
Er is in navolging van internationale expedities in 1998, 2000, 2003 en 2008 een internationale expeditie gepland voor 2009 met onderzoekers uit de Verenigde Staten Duitsland Oostenrijk en Rusland die boorkernen gaat verzamelen van het sediment op de bodem van het meer. De hoop is daarmee de klimaatgeschiedenis tot 3 miljoen jaar geleden te kunnen reconstrueren. Tot dusver kan dat met kernen uit het ijs van Antarctica tot ongeveer 900.000 jaar geleden. Er zijn ook plannen om een stuk de bodem van de krater in te boren om meer te weten te komen over het inslagproces dat de krater deed ontstaan. Men is al bezig om kernen van de permafrost om het meer heen te verzamelen. Deze laatste moeten in bevroren toestand gehouden worden, de sedimentkernen uit het meer mogen juist niet bevriezen.
De voortgang van de expeditie was te volgen op de weblog van Tim Martin, een middelbare-schoolleraar uit North Carolina, die werd geselecteerd om vanaf maart 2009 zich bij de expeditie te voegen. Hij heeft een dubbele functie: contact houden met de buitenwereld, inclusief de leerlingen van zijn eigen school via zijn weblog en helpen de boorkernen te verwerken en catalogiseren